# 富森·迪亞比迪
富森·迪亞比迪(Fousseni Diabaté，1995年10月18日—），是一名出生於法國的職業足球運動員，司職攻擊中場/前鋒，現效力於土耳其足球超級聯賽球會特拉布宗體育，他亦曾代表馬里U23。
2020年9月25日，迪亞比迪永久轉會至特拉布宗體育。

## 外部連結
- 富森·迪亞比迪 – 法國職業足球聯賽数据 – 支持法语（已存档）
- Soccerway資料庫：富森·迪亞比迪
- FIFA Profile（页面存档备份，存于）
- Template:Lequipe
- 足球数据库：富森·迪亞比迪的球员统计数据